# アカイボカサタケ
アカイボカサタケ（赤疣傘茸、学名: Entoloma quadratum）は、雑木林に生えるイッポンシメジ科イッポンシメジ属の小型のキノコである。食毒性は不明であったが、近年の図鑑では有毒とされる。全体が朱紅色で、中心に突起ができることがあり、名前にイボと付く由来になっている。

## 分布と生態
東アジアの日本や台湾、ニューギニア、マダガスカル、北アメリカ（東部・中部）に分布する。
担子菌類の落葉分解菌（腐生性）。夏から秋にかけて、スギ・ヒノキ林や雑木林などの林床の落ち葉の隙間や朽木の周辺に発生し、群生または散生する。時折、近縁種であるキイボカサタケやシロイボカサタケの近くに生えている様子も見ることができる。雑木林内では比較的よく見かけることができるキノコである。落葉を分解して栄養を得るために、子実体を持ち上げると菌糸が広がる落葉が一緒に持ち上がる。

## 形態
子実体は傘と柄からなり、朱紅色または鮭肉色をしており、イッポンシメジ科らしい華奢で繊細なキノコである。
傘の径は1 - 5センチメートル (cm) 、円錐状または円錐鐘状、傘の上面は朱紅色、微細な鱗片があり、しばしば中心に小さなイボ状の突起を生じる。湿時は傘の周縁に放射状の条線を現すことがある。縁の部分は、しばしば波打ったり裂けたりする。傘下面のヒダは傘と同色で、やや疎らに並び、柄に対して直生から上生する。ヒダは成熟すると肉色になる。
柄は長さ5 - 11 cm、太さ1.5 - 4ミリメートル (mm) で上下道幅、表面は傘と同色、中空で少し捻れて縦縞模様がある。柄の根元には綿毛状の菌糸がある。肉は脆く、表面と同色。
担子胞子は四角状の六面体で、無色、径10.5 - 12.5マイクロメートル（μm）、非アミロイド性。緑シスチジアは大形で、円柱形から棍棒形をしている。胞子紋は汚桃色。

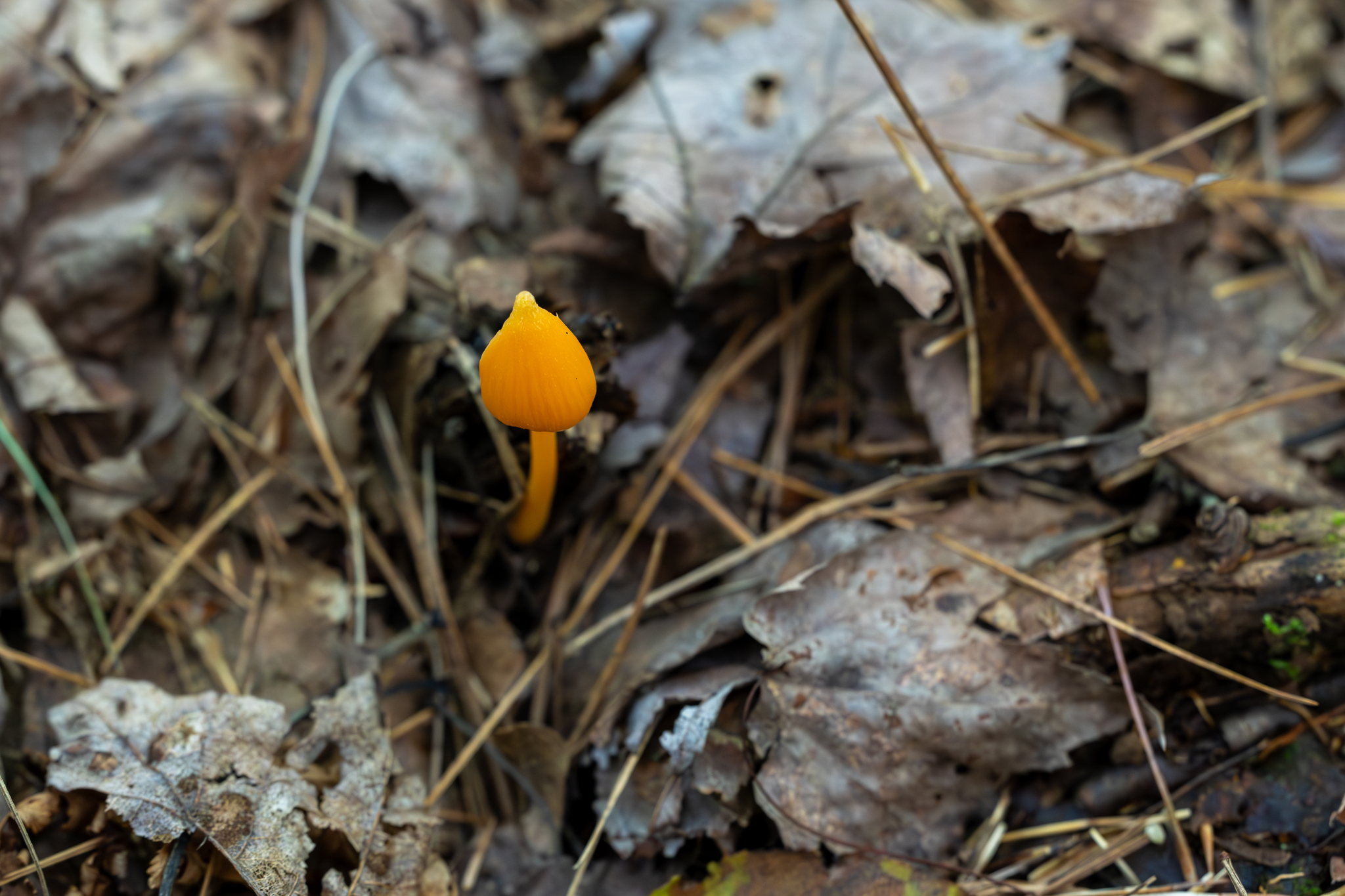
落ち葉の隙間から生える
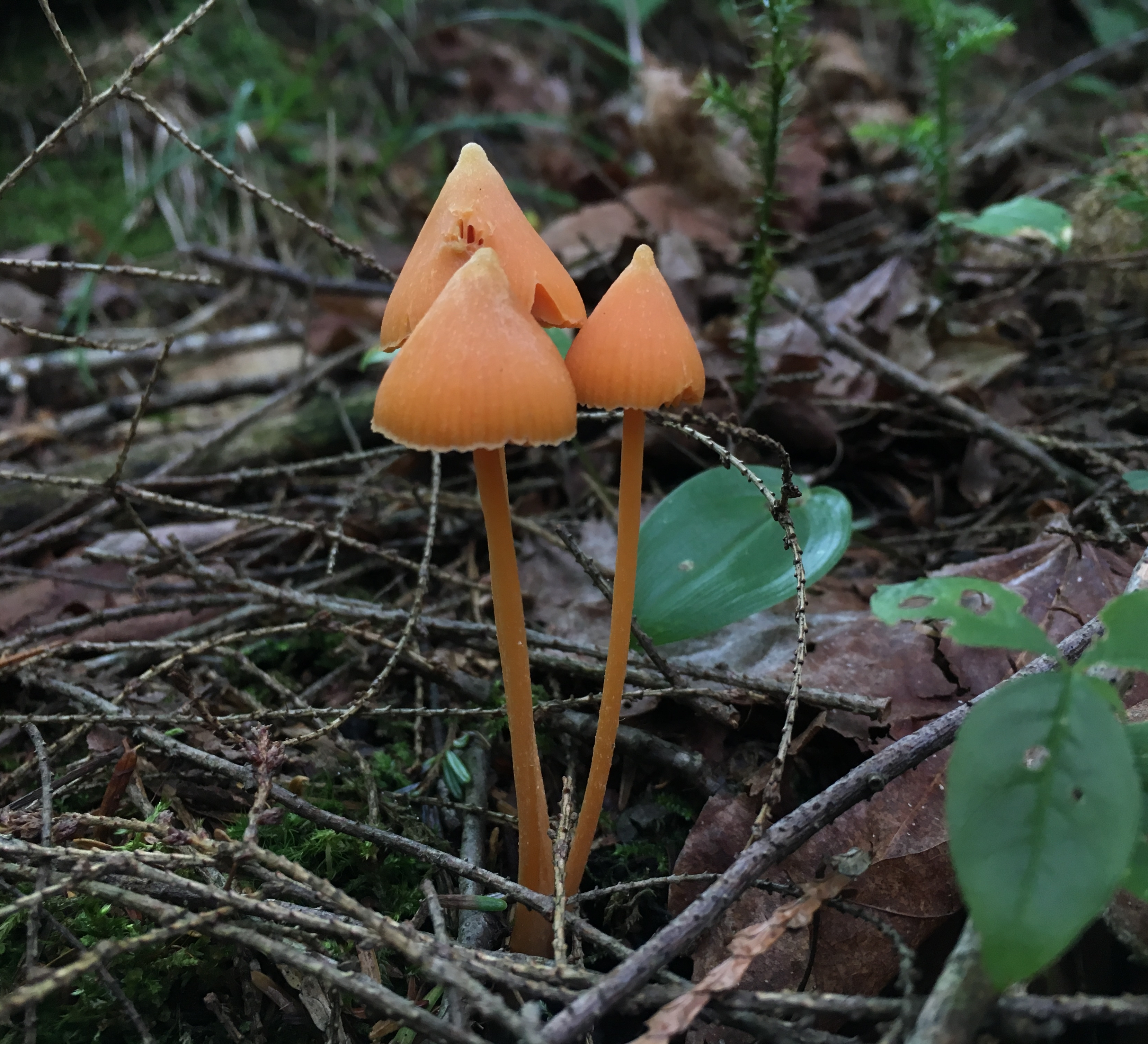
傘の頂部にいぼ状の突起がある
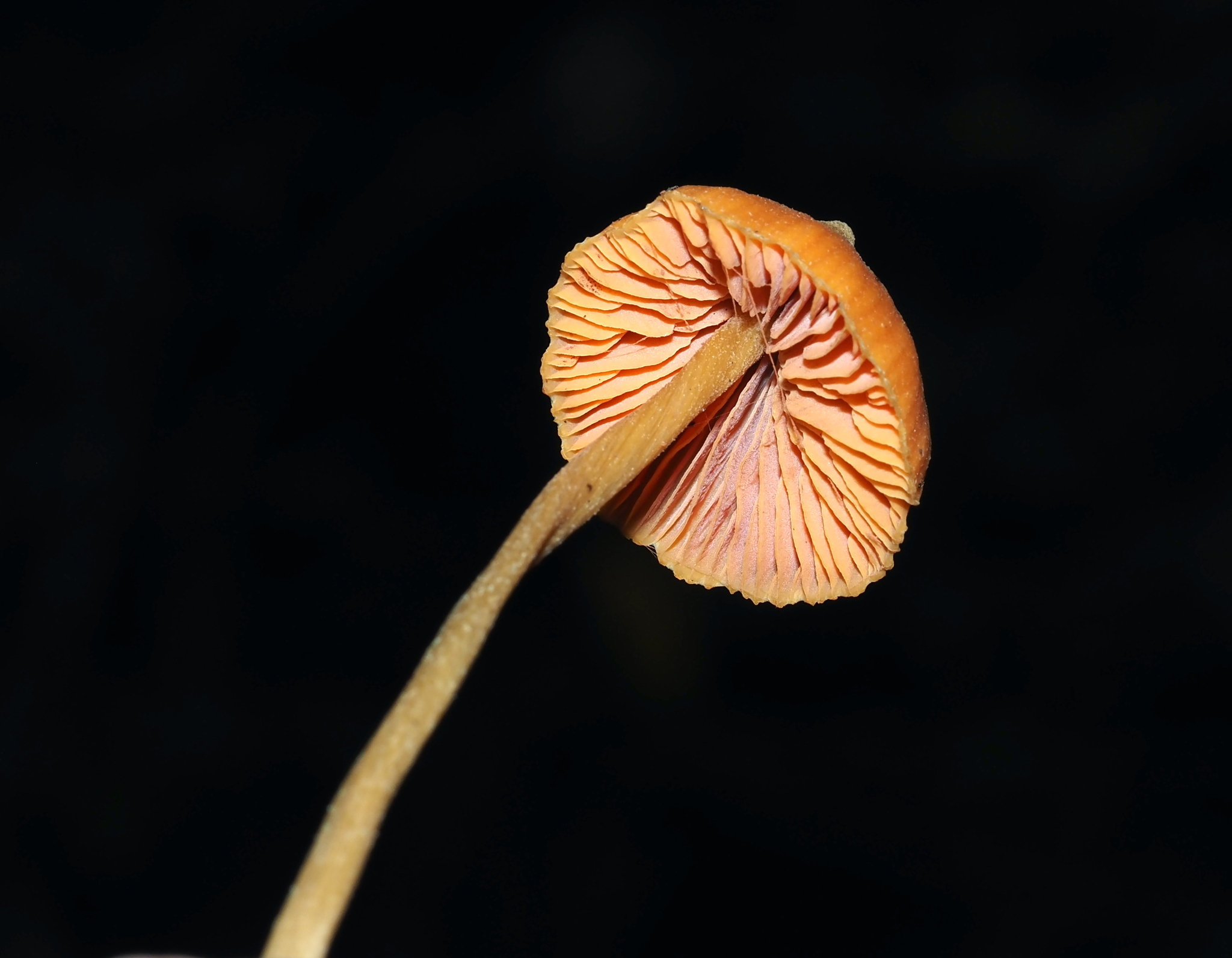
傘裏のヒダは疎らで傘と同色
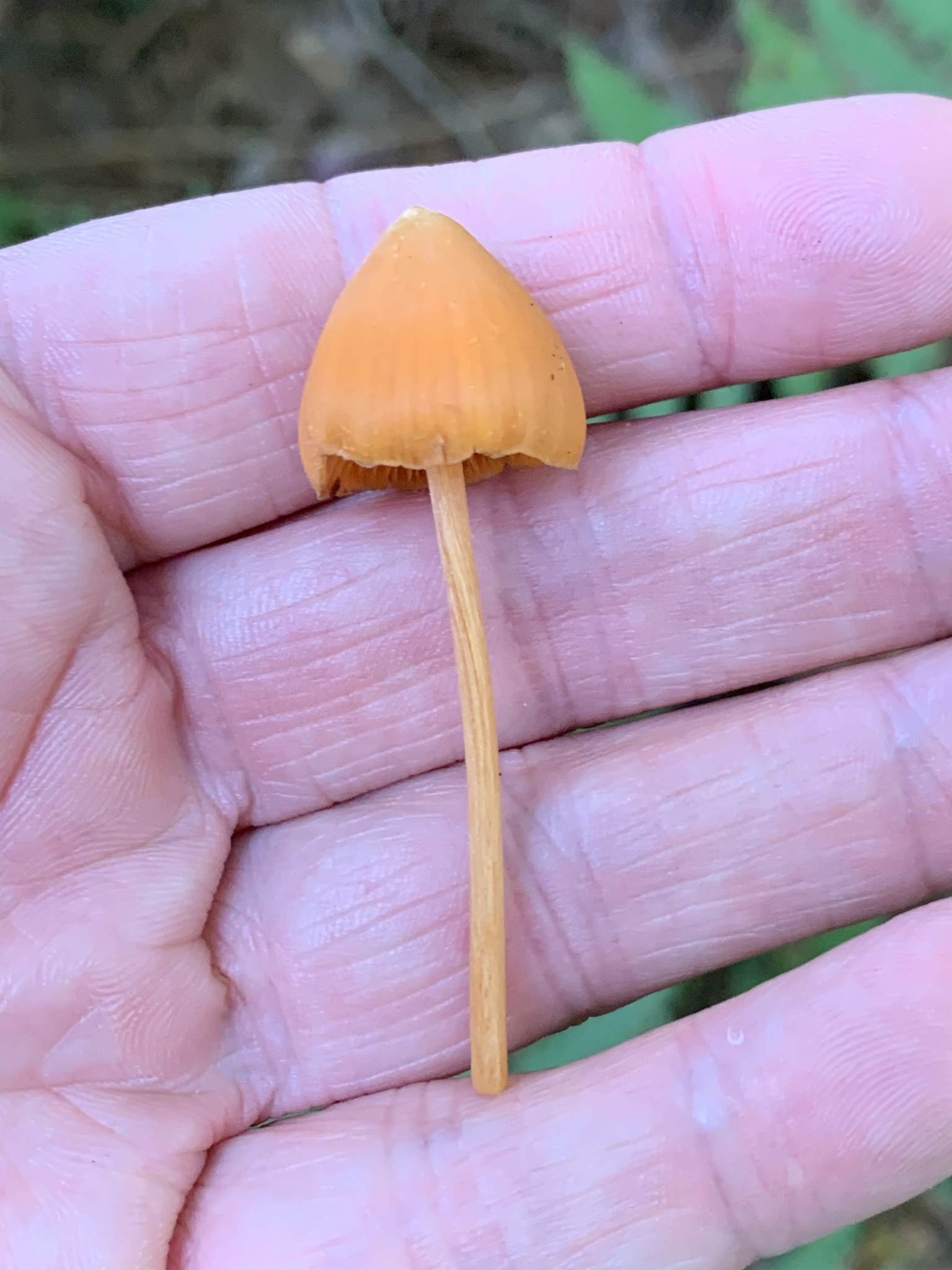
柄は細長い円柱状でやや捻れる

## 毒性
毒成分は不明であるものの、キイボカサタケ（Entoloma murrayi）と同様に胃腸系の中毒を起こすと言われるが詳細は不明である。

## 類似するキノコ
色違いで同じような形態のキノコがあり、キイボカサタケ（Entoloma murrayi）およびシロイボカサタケ（Entoloma album）と同形同大であるが、全体が朱紅色で濃い肉色をしており、傘に小鱗片がありイボが小さいことで区別がつく。
また、従来アカイボカサタケとされていた種の中に別種と疑われるものが存在しており、ダイダイイボカサタケの仮称が当てられている。アカイボカサタケとは、傘が淡い肉桂色で平滑、突起と条線が明瞭である点が異なるとされる。